# Rembetiko
Rembetiko (właściwie: Rebetiko, oryg. tytuł: Ρεμπέτικο) – grecki film fabularny z 1983 roku w reżyserii Kostasa Ferrisa. Zdjęcia kręcono m.in. w Atenach.

## Opis fabuły
Opowieść o dziejach Grecji w XX wieku rozpoczyna się w kafejkach Smyrny w początkach stulecia, a kończy w latach siedemdziesiątych na ateńskim cmentarzu. Jest to jednak przede wszystkim opowieść o muzyce rebetiko i wykonujących ją rebetes i ich drodze od małych kafejek, gdzie ta muzyka nosiła piętno muzyki marginesu społecznego do największych scen Grecji, kiedy wykonawcy rebetiko stali się muzycznymi idolami. W tle rozgrywają się najważniejsze wydarzenia z XX-wiecznej historii Grecji, a także obserwujemy tragiczny los uchodźców z Azji Mniejszej i ich proces dostosowywania się do realiów życia w ich nowej ojczyźnie.

## Obsada
- Sotiria Leonardu – Marika
- Nikos Kalogeropoulos - Babis
- Michalis Maniatis – Jorgakis
- Themis Bazaka – Andriana
- Nikos Dimitratos – Panagis
- Giorgos Zorbas – Thomas
- Konstantinos Tzoumas – Jannis
- Vicky Vanita – Roza
- Nikos Fronimopulos – Krustos
- Dimitris Poulikakos
- Vaso Alexandridou
- Nikolas Asimos
- Takis Binis
- Nikos Birbilis

## Nagrody
- 34. MFF w Berlinie
  - Srebrny Niedźwiedź za reżyserię
- MFF w Salonikach
  - za najlepszy film
  - dla najlepszej aktorki dla Sotirii Leonardou
  - dla najlepszego aktora drugoplanowego dla Dimitrisa Poulikakosa
  - dla najlepszej aktorki drugoplanowej dla Themis Bazaki